# جامعة مطروح
جامعة مطروح هي جامعة مصرية حكومية تأسست عام 2018 مستقلة عن جامعة الأسكندرية ومقرها مدينة مرسي مطروح بمحافظة مطروح.

## النشأة
في 23 يونيو 2018، وافق المجلس الأعلى للجامعات على التقرير المقدم من اللجنة المختصة لدراسة فصل جامعة الأسكندرية بمطروح لتصبح جامعة مستقلة تحت مسمى جامعة مطروح في ضوء توافر الامكانيات الفنية والمادية والبشرية اللازمة. ثم صدر القرار الجمهوري رقم 1715 لسنة 2018 بتحويل هذا الفرع إلى جامعة مستقلة باسم "جامعة مطروح" في 4 سبتمبر 2018، ومقرها محافظة مطروح، على أن يُلغى فرع جامعة الإسكندرية بمرسى مطروح، وتضم الكليات التابعة له إلى جامعة مطروح، وهي كليات التربية، والزراعة الصحراوية والبيئية، والطب البيطرى، والتمريض، والسياحة والفنادق، ورياض الأطفال، والتربية الرياضية، وعلوم البترول والتعدين، والتربية النوعية، والآثار واللغات.
وفي 5 سبتمبر 2018 صدر القرار الوزاري بتعيين الاستاذ الدكتور محمد اسماعيل عبده ابراهيم قائما بأعمال رئيس جامعة مطروح كرئيس مؤسس للجامعة وكان قبلها يشغل منصب نائب رئيس جامعة الاسكندرية لشئون فرع مطروح.
25 أغسطس 2021، إطلع وزير التعليم العالي على معدلات التنفيذ للإنشاءات الجارية بمباني الجامعة، التي شملت الفصول والمدرجات، والمعامل والورش، ومبنى الاختبارات الإلكترونية، ومبنى الخدمات والأنشطة الطلابية، ومبنى إدارة الكليات، بالإضافة إلى تأهيل الموقع العام، وشبكات المرافق مياه، صرف، حريق، كهرباء، بتكلفة تبلغ 804 ملايين جنيه.
في 30 نوفمبر 2021، إنعقد مجلس جامعة مطروح الـ 45، بحضور محافظ مطروح، ونائب رئيس الجامعة وعمداء الكليات، لأول مرة بالمبنى الجديد للجامعة، بمنطقة الكيلو 9 شرقي مدينة مرسى مطروح.
في 27 فبراير 2024، وافق المجلس على مشروع اللائحة الداخلية لمرحلة البكالوريوس بكلية الطب المزمع إنشاؤها بالجامعة، وذلك وفقًا للائحة الاسترشادية لكليات الطب.

## الحرم الجامعي

### الحرم الجامعي بالكيلو 9
- مباني الحرم الجامعي الجديد، بمنطقة الكيلو 9 شرقي مدينة مرسى مطروح، يتم إنشاؤه على مساحة 50 فدانًا، بالإضافة إلى 14 فدانًا تم تخصيصها لمجمع الكليات الطبية ويضم مقر جامعة مطروح الجديد، بالإضافة للمبنى الإداري، مجمعًا للكليات ومبانٍ تعليمية، وورش، ومعامل، ومكتبة، ورعاية الشباب وسكن المدينة الجامعية، وغيرها.[11]
- مبنى إدارة الجامعة على مساحة 3000 متر مربع، بتكلفة بلغت 250 مليون جنيه، ويحتوي على قاعة كُبرى للاجتماعات، ومدرج للمؤتمرات، ومكاتب إدارية لقيادات الجامعة.
- مبنى إدارة الكليات على مساحة 2000 متر مربع، بتكلفة بلغت 100 مليون جنيه، ويحتوي على مكاتب إدارات الكليات بالجامعة والعمداء والوكلاء والجهاز الإداري.
- مبنى الفصول والمدرجات «أ» على مساحة 4500 متر مربع، بتكلفة بلغت 350 مليون جنيه، ويحتوي على عدة فصول دراسية، ومدرجات، ومكاتب إدارية لأعضاء هيئة التدريس ومجالس الأقسام.
- مبنى الامتحانات الإلكترونية المجمع «د»، على مساحة 4500 متر مربع بتكلفة بلغت 350 مليون جنيه، ويحتوي المبنى على معامل الاختبارات الإلكترونية بسعة 2500 جهاز، كما يتضمن معامل الحاسبات والذكاء الاصطناعي، بتكلفة 25 مليون جنيه، وتم الانتهاء من تجهيز وفرش كافة هذه المنشآت.
- البوابات الرئيسية، ومباني الخدمات، ومجمع خزانات المياه، ومحطة المعالجة الثنائية، ومحولات الكهرباء، وشبكة التليفونات.

### المجمع الطبى الشامل
- يقع علي مساحة 14 فدانًا تابعة لأرض الجامعة بالناحية الغربية والمقترح إنشاء مجمع طبى بها لكليات (الطب- الصيدلة – طب الأسنان).[12]
- في 25 أغسطس 2021، قام وزير التعليم العالي بوضع حجر الأساس للمجمع الطبي على مساحة تبلغ 14 فدانًا، بقيمة تقديرية للمرحلة الأولى تبلغ 650 مليون جنيه.[13]
- في 29 يوليو 2023، وضع وزير التعليم العالي والبحث العلمي، حجر الأساس لإنشاء كلية الطب بـ جامعة مطروح؛ لتكون إضافة جديدة مستقبلًا للمستشفيات الجامعية ومنظومة الرعاية الصحية، لخدمة أبناء المحافظة.[14]

## الكليات
- كلية التربية
- كلية الزراعة الصحراوية
- كلية الطب البيطري
- كلية التمريض
- كلية السياحة والفنادق
- كلية رياض الأطفال
- كلية تربية رياضية بنين
- كلية علوم بترول وتعدين
- كلية تربية نوعية
- كلية اثار ولغات
- كلية الحاسبات والذكاء الاصطناعى